# Samih Sawiris

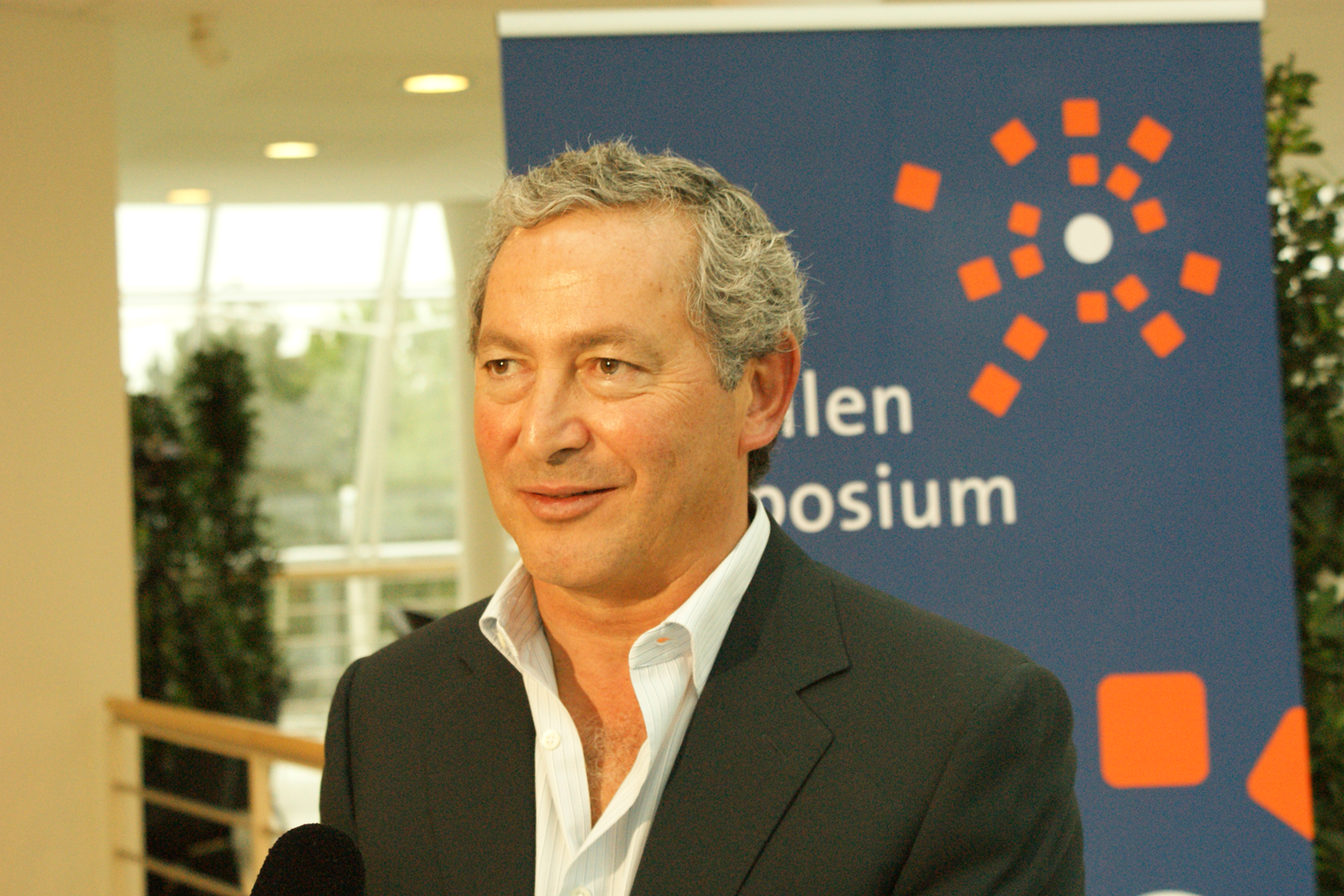
Samih Sawiris im Mai 2010

Samih Onsi Sawiris (auch Sawires, arabisch سميح أنسي ساويرس, DMG Samīḥ Unsī Sāwīris; * 28. Januar 1957 in Kairo) ist ein ägyptisch-montenegrinischer Unternehmer.

## Leben
Sawiris entstammt einer wohlhabenden koptischen Familie. Sein Vater Onsi Sawiris gründete 1972 das Unternehmen Orascom. Samih Sawiris älterer Bruder ist Naguib Sawiris, sein jüngerer Bruder Nassef Sawiris. Die Sawiris profitierten in den 1990er Jahren von der Wirtschaftspolitik des ägyptischen Staatspräsidenten Husni Mubarak, etwa von den eingeleiteten Privatisierungen, und wurden sehr vermögend. Mubarak regierte von 1981 bis zu seinem Sturz 2011 autokratisch; die Sawiris standen seinem Regime nahe. Die US-Zeitschrift Forbes schätzte 2019, dass die Familie mindestens zehn Milliarden US-Dollar besitzt.
Samih Sawiris besuchte in Kairo die Deutsche Evangelische Oberschule, er spricht fließend Deutsch. Er studierte von 1976 bis 1980 an der Technischen Universität Berlin Wirtschaftsingenieurwesen. Nach dem Studienabschluss 1980 als Diplom-Ingenieur der TU Berlin gründete er mit National Marine Boat Factory sein erstes Unternehmen. 1996 gründete er Orascom Hotel Holding (OHH) und 1997 Orascom Projects for Touristic Development (OPTD), um daraus Orascom Hotels & Development (ODH) zu formen, welche im Frühling 2008 von der Orascom Development Holding AG übernommen wurde. Er war seit deren Gründung im Jahr 1989 Präsident der Gruppe. Im selben Jahr begann der Bau der ägyptischen Lagunenstadt El-Guna. Er ließ in Kairo Haram City bauen, eine Siedlung mit 50.000 Wohnungen für einkommensschwache Menschen.
Die Orascom Development Holding AG (ODH) betrieb 2018 insgesamt neun Feriendestinationen in Ägypten, in Marokko, in Oman, in den Vereinigten Arabischen Emiraten, in Montenegro, in Großbritannien und in der Schweiz. Zur Holding gehörten 2018 33 Hotels, sechs Golfplätze und sieben Marinas. Sie beschäftigte 8.740 Mitarbeiter, davon 6.638 in Ägypten.
2008 brachte Sawiris die ODH an die Schweizer Börse. Nach dem Börsengang lag der Aktienkurs bei über 140 Franken. 
Als der Arabische Frühling im Dezember 2010 ausbrach, führten politische Unruhen und Terroranschläge dazu, dass die Touristenzahlen in Ägypten deutlich zurückgingen. Die Orascom-Aktie fiel auf 4,40 Franken.
2014 beteiligte sich Sawiris mit 33,7 Prozent, seit April 2020 mit 75,1 Prozent, am deutschen Reiseveranstalter FTI, „um den Zustrom von Touristen nach Ägypten nicht vollends abreißen zu lassen“, wie das Handelsblatt berichtete. Sawiris erwarb von FTI-Miteigentümer Dietmar Gunz 2016 zudem den Fernsehsender Sonnenklar.TV, der Urlaubsreisen anpreist. 
Sawiris  hält zudem – über seine in Luxemburg ansässige Firma SOSTNT Luxembourg S.à.r.l. – 74,9 Prozent an der Raiffeisen Touristik GmbH in Altötting (Bayern). Mittels der Raiffeisen Touristik übernahm Sawiris 2019 das deutsche Franchise-System des insolventen britischen Reisekonzerns Thomas Cook Group. Laut Handelsblatt stieg Sawiris damit zum „mächtigsten Reiseunternehmer in der deutschen Touristik auf“. 
Der Schweizer Tages-Anzeiger schrieb im Januar 2019, Orascom schreibe seit 2011 Verluste. Neue Projekte bräuchten „hohe Anfangsinvestitionen, bis sie erstmals Geld abwerfen.“ 
Der Aktienkurs lag am 27. Januar 2020 bei 14,6 Franken; er sank nach dem Beginn der COVID-19-Pandemie im März 2020 auf die Hälfte.
Sawiris ist (Stand 2014) in zweiter Ehe mit einer Ecuadorianerin verheiratet und Vater von fünf Kindern. Er lebt in Kairo. Im Jahr 2011 erhielt er die Staatsangehörigkeit von Montenegro.

## Tourismusprojekt in Andermatt

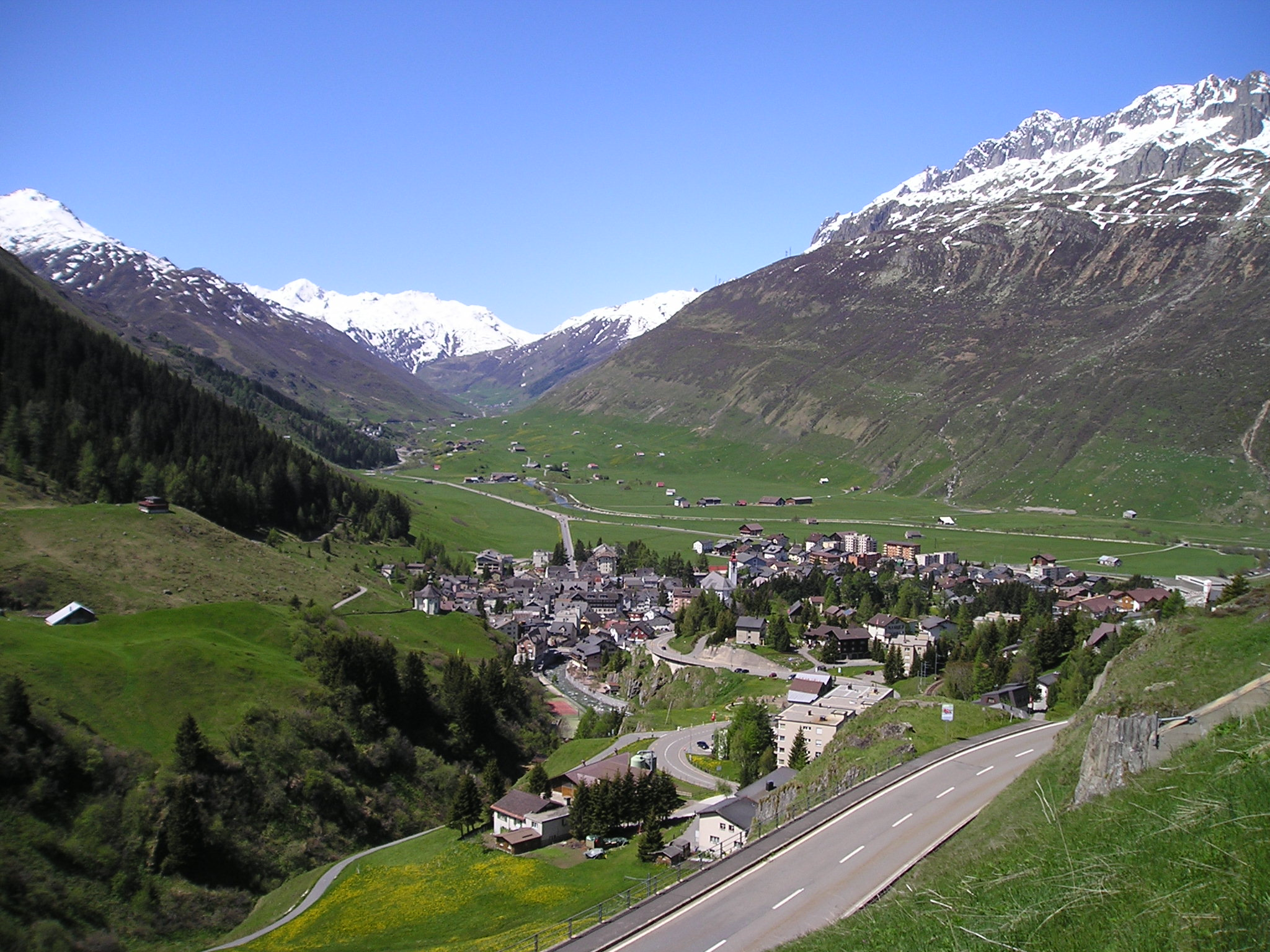
Blick auf Andermatt (2005)

Am 26. September 2009 fand der Spatenstich für das Tourismusprojekt Andermatt Swiss Alps in Andermatt statt, wozu er das Unternehmen Andermatt Alpine Destination Company (AADC) mit Sitz in Altdorf im Kanton Uri gegründet hatte. In Andermatt arbeitet er eng mit Bernhard Russi, einem ehemaligen Schweizer Skirennläufer zusammen. Auf dem ehemaligen Militärgelände der Schweizer Armee mit einer Fläche von 1,46 Quadratkilometern errichtete Sawiris ein Urlaubszentrum mit mehreren Hotels, Ferienhäusern und Ferienwohnungen, einem 18-Loch-Golfplatz, Geschäften sowie einem Sport- und Freizeitzentrum mit Eissporthalle und Hallenbad. Das Gelände in Andermatt war ein Teil der Schweizer Verteidigungsstrategie im Zweiten Weltkrieg, genannt Schweizer Réduit. Das Projekt wurde seit Anbeginn von Umweltschützern kritisiert.
Mit der Gründung der Orascom Development Holding hat Sawiris zudem den Hauptsitz seiner bisherigen Unternehmensgruppe in die Schweiz verlegt.

## Tourismusprojekte in Montenegro
2013 begann Sawiris, das Tourismusprojekt „Lustica Bay“ in Montenegro zu realisieren. Auf der Halbinsel Luštica in der Traste-Bucht errichtete die Orascom Development Holding eine „Vielzahl von Wohneinheiten, Hotels und Lifestyle-Einrichtungen“. 2015 wurden die ersten Immobilien fertiggestellt.
Ende 2015 wurde bekannt, dass Sawiris von der montenegrinischen Regierung den Zuschlag erhalten hat, auf der Insel Mamula, die in der Bucht von Kotor liegt, das ehemalige österreichisch-ungarische Fort zu einem Hotel auszubauen. Während des Zweiten Weltkrieges diente das Fort als Konzentrationslager für das faschistische Regime Italiens. Die Pläne haben international Kritik ausgelöst. Die Restaurierung kostete 38 Millionen Euro, die Eröffnung fand im April 2023 statt.

## Fußball
Im Juli 2003 gründete Sawiris den Fußballverein El Gouna FC, der derzeit in der ägyptischen Premier League spielt. Ebenfalls kaufte er 2011 12,5 % der Aktien des FC Luzern und trat in dessen Verwaltungsrat ein, aus dem er 2019, nach Streitigkeiten mit dem Investor Bernhard Alpstaeg, wieder zurückgetreten ist.

## Ehrungen
- Unternehmer des Jahres (Schweiz) 2009. Verliehen durch Handelszeitung.[24]
- Am 7. Dezember 2013 wurde Samih Sawiris zum Preisträger der Arosa Humorschaufel 2013, eines Jurypreises des Arosa Humor-Festivals, erkoren.[25][26]

## Technische Universität Berlin Campus El-Guna

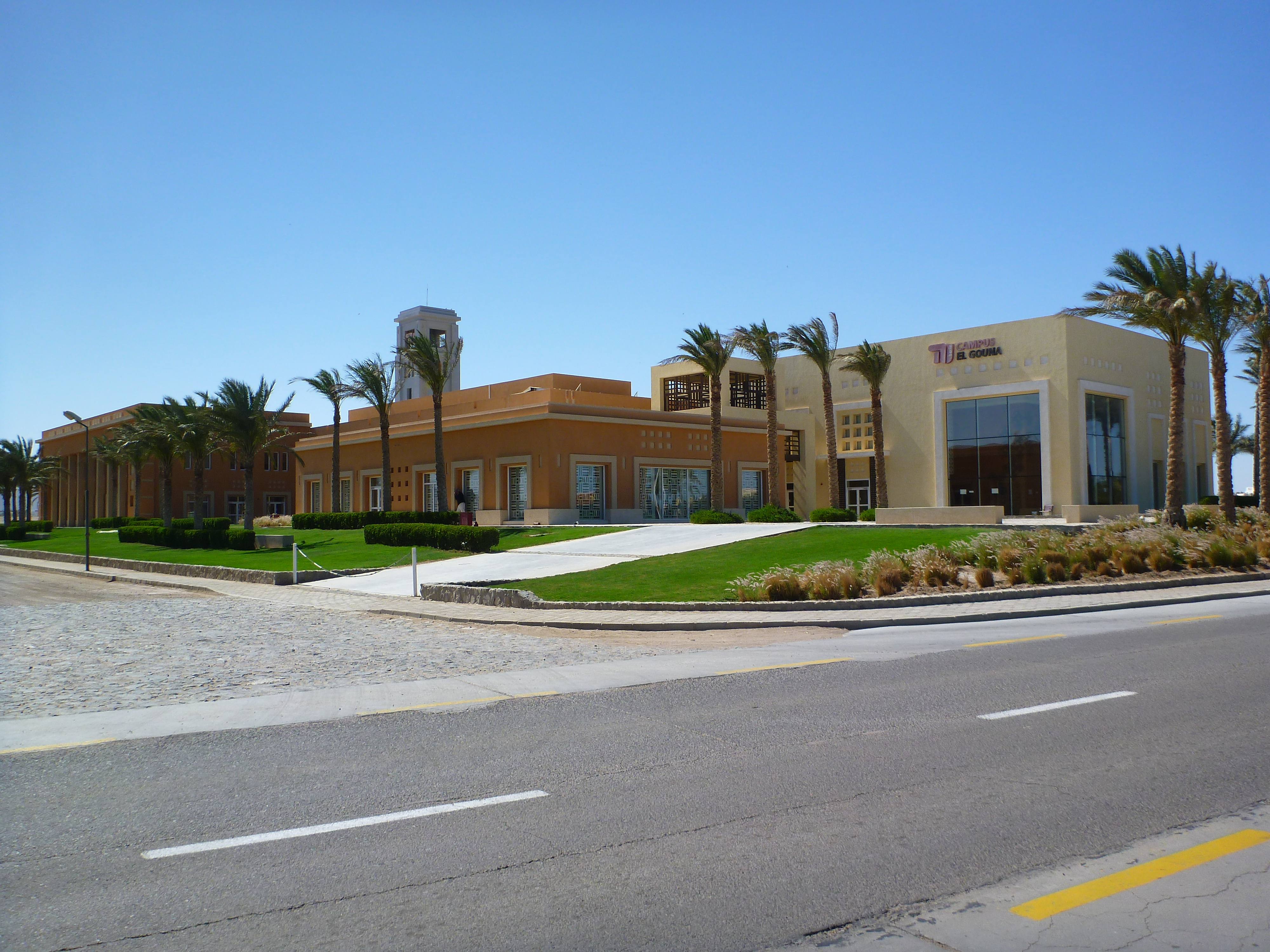
Campus der TU Berlin in El-Gouna

2012 wurde im ägyptischen El-Guna der erste Auslandcampus der Technischen Universität Berlin eröffnet. In El-Guna werden fünf Masterstudiengänge angeboten. Der TU-Alumnus Samih Sawiris trug nicht nur die Kosten für den Aufbau (rund 45 Millionen Euro), sondern bezahlt auch den laufenden akademischen Betrieb.

## Dokumentationen
- Das Wunder von Andermatt. Wie Samih Sawiris das Gebirgsdorf umkrempelt. (Memento vom 4. August 2010 im Internet Archive) Video in: Schweizer Fernsehen, DOK vom 11. Februar 2010 (Online, 55 Minuten). Ein Film von Alain Godet.
- Alpen-Monopoly in Andermatt. In: Schweizer Fernsehen, DOK vom 28. Dezember 2011. Ein Film von Alain Godet. (Online)
- Der Pakt von Andermatt – Vom Alpendorf zum Luxusresort. Video in: SRF 1, DOK vom 30. Dezember 2013 (95 Minuten). Ein Film von Alain Godet.